# АЕС Какрапар
Атомна електростанція Какрапар — атомна електростанція в Індії, яка розташована поблизу річок Мандві, Сурат і Тапі в штаті Гуджарат.

## Етап I
Етап I складається з двох 220 МВт водно-водяних ядерних реактора потужності з важкою водою як сповільнювачем (PHWR). Блок-1 вийшов на критичний стан 3 вересня 1992 року, а через 6 місяців, розпочав комерційне виробництво електроенергії в травні 1993 року. Блок-2 вийшов на критичний стан 8 січня 1995 року та почав комерційне виробництво 1 вересня 1995 року. У січні 2003 року CANDU Owners Group (COG) оголосила KAPS найефективнішим важководним реактором під тиском.
Блок-2 був зупинений через витік теплоносія в каналі в липні 2015 року, а подібна проблема призвела до зупинки блок-1 у березні 2016 року. У вересні 2018 року після заміни каналів теплоносія і живильних труб блок-2 вийшов на критичний стан. Ремонт на блока-1 завершено достроково та введено в експлуатацію 19 травня 2019 року.
Вартість будівництва спочатку оцінювалася в 382,52 рупії; завод був нарешті закінчений за ціною ₹1335 рупій.

## Етап II
У 2007 році уряд Індії схвалив плани будівництва двох реакторів PHWR-700 місцевої розробки, а також двох сестринських реакторів трохи пізніше на атомній електростанції Раджастхан. У 2009 році схвалення було підтверджено, і підготовка майданчика була завершена до серпня 2010 року. Перший бетон для Kakrapar 3 і 4 був у листопаді 2010 року та березні 2011 року відповідно, а експлуатація спочатку очікувалася на початку та кінці 2018 року відповідно.
Проект перевиконувався в основному через налаштування конструкції IPHWR-700 і повільну доставку поставок. Зараз очікується, що експлуатація відбудеться до жовтня 2020 року та вересня 2021 року відповідно. 22 липня 2020 року енергоблок 3 досяг першого критичного стану, і очікується, що він почне комерційну експлуатацію до грудня 2022 року.
Блок № 3 підключено до мережі 10 січня 2021 року.

## Інформація про енергоблоки

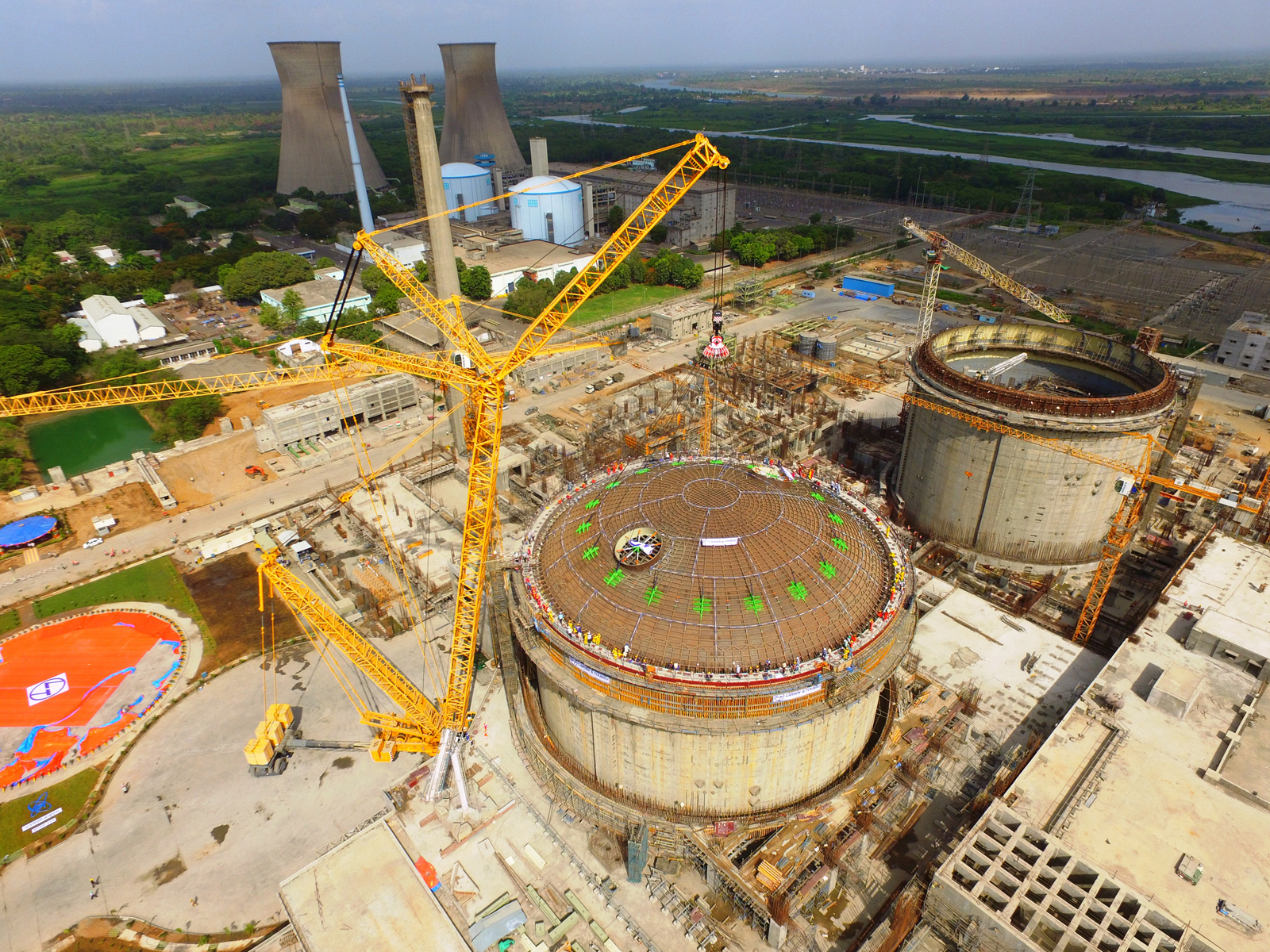
PHWR будується в Kakrapar Gujarat India

| Блоки      | Тип      | Валовий МВт | Початок будівництва | Початок операції            | Примітки     |
| ---------- | -------- | ----------- | ------------------- | --------------------------- | ------------ |
| Етап I     |          |             |                     |                             |              |
| Какрапар 1 | PHWR-220 | 220         | 1 грудня 1984 року  | 6 травня 1993 року          | [ 7 ]        |
| Какрапар 2 | PHWR-220 | 220         | 1 квітня 1985 року  | 1 вересня 1995 року         | [ 8 ]        |
| Етап II    |          |             |                     |                             |              |
| Какрапар 3 | PHWR-700 | 700         | 22 листопада 2010 р | 10 січня 2021 р             | [ 9 ] [ 10 ] |
| Какрапар 4 | PHWR-700 | 700         | 22 листопада 2010 р | Березень 2024 (заплановано) | [ 11 ]       |

## Інциденти
- 1998 р. КАЕС-1 була вимкнена через течі в контурі охолодження на 66 діб.
- 10 березня 2004 року під час робіт з технічного обслуговування було непоправно пошкоджено (на момент) постачання тяг керування. У відповідь на це в систему додали отрути і реактор вимкнули.
- 22 серпня 2006 року жителі села повідомили, що на територію навколо електростанції проникли. Обшук, проведений поліцією, жодних знахідок не дав.
- 11 березня 2016 року КАЕС-1 автоматично зупинилася через витік важкої води-охолоджувача, залишивши обидва реактори неробочими[12][13]. Витік вдалося закрити через десять днів[14]. На каналі теплоносія виявлено корозію та тріщини, а також подібні плями корозії виявлені на КАЕС-2, яка не експлуатувалася з липня 2015 року через витік каналу теплоносія[15][16]. КАПС-2 вийшов на критичний стан 17 вересня 2018 року після заміни каналів теплоносія та живильних трубок. КАПС-1 достроково запрацювала 19 травня 2019 року[2].